# 土屋つかさ
土屋つかさ（つちや つかさ）は、日本のライトノベル作家。2007年、第12回スニーカー大賞奨励賞を受賞した。元SEからデジタル・アナログゲームデザイン職に就き、傍らで文筆業を営む。

## 作品リスト

### オリジナル作品
- 放課後の魔術師（2008年9月 - 2010年5月 角川スニーカー文庫 全5巻）
- それがるうるの支配魔術（2011年8月 - 2013年1月 角川スニーカー文庫 全6巻）
- 超粒子実験都市のフラウ（2013年4月 - 8月 角川スニーカー文庫 全2巻）
- 隻眼の龍王と水晶機装の戦姫（2014年2月 オーバーラップ文庫）
- ラストマギカの魔工契約（2014年5月 角川スニーカー文庫）

### ノベライズ
- サマーウォーズ クライシス・オブ・OZ（2010年8月 角川スニーカー文庫）
- 那由多の軌跡（2013年8月 星海社FICTIONS）
- The Stories of Schatzkiste 私設図書館のメイドたち（2013年9月 宝島社）
- メカクシ団:ウォッチャーズノベル ～少女のキモチとぼくらのチカラ～（2015年3月 KCG文庫）- 協力：作家（一応）T
- 小説 名探偵コナン（2015年7月 - 2016年3月 小学館ジュニア文庫 全3巻）
- イングレス ザ・ナイアンティック・プロジェクト（2015年10月 星海社）- 監訳として。著：フェリシア・ハジラ＝リー
- イングレス エージェント・ストーリーズ 01（2016年2月 星海社FICTIONS）- 共著：渡辺浩弐
- 迷家 -マヨイガ- 闇より出でて、闇より黒し（2016年9月 ぽにきゃんBOOKS）